# Anamirta
Anamirta, biljni rod iz porodice Menispermaceae, dio je tribusa Coscinieae. Jedina vrsta je A. cocculus, otrovna penjačica iz tropske Azije
Rod je opisan u Transactions of the Linnean Society of London 13: 52, 66. 1821.

## Sinonimi
- Anamirta baueriana <smallEndl.
- Anamirta jucunda <smallMiers
- Anamirta paniculata <smallColebr.
- Anamirta racemosa <smallColebr. ex Steud.
- Anamirta toxifera <smallMiers
- Cocculus indicus <smallRoyle
- Cocculus lacunosus <smallDC.
- Cocculus populifolius <smallDC.
- Cocculus suberosus <smallDC.
- Menispermum cocculiferum <smallStokes
- Menispermum cocculus <smallL.
- Menispermum heteroclitum <smallRoxb.
- Menispermum lacunosum <smallLam.
- Menispermum monadelphum <smallRoxb. ex Wight & Arn.
- Menispermum populifolium <smallSpreng.
- Tinospora lacunosus <smallMiers